# Seattle Camera Club

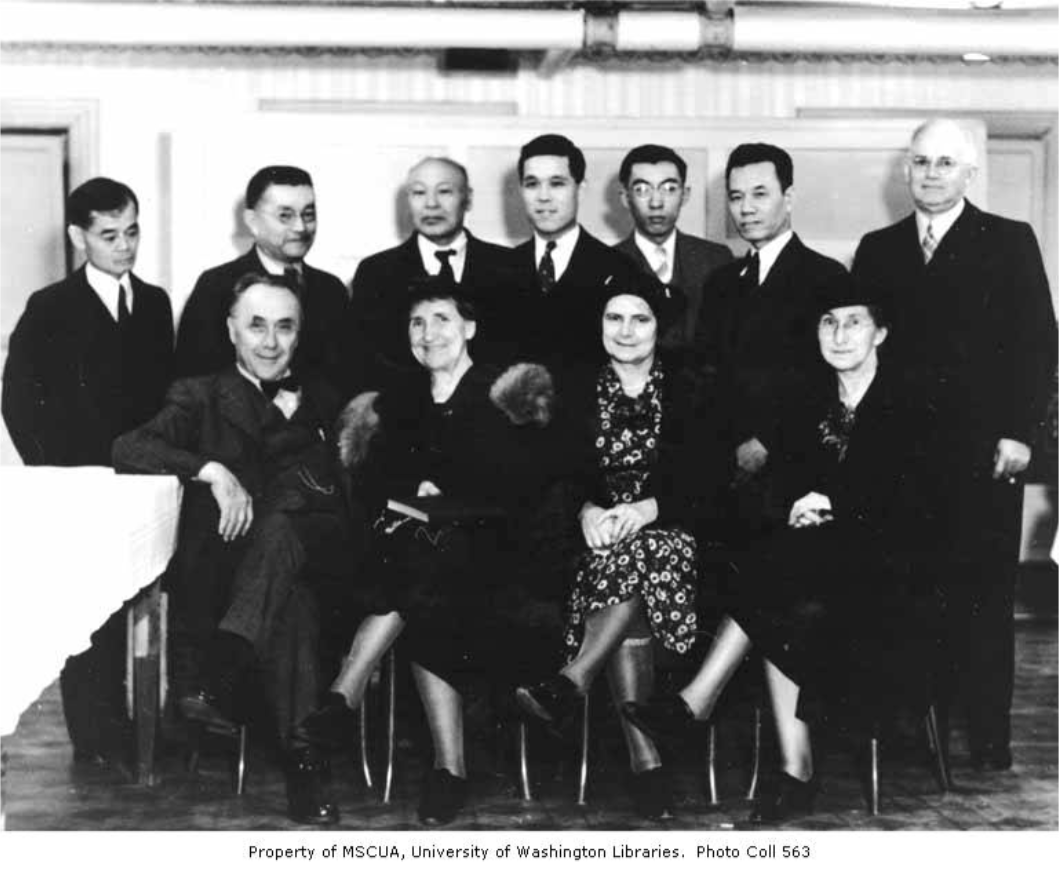
Členové klubu SCC, vlevo dole sedí fotograf českého původu Drahomír Josef Růžička asi 1925

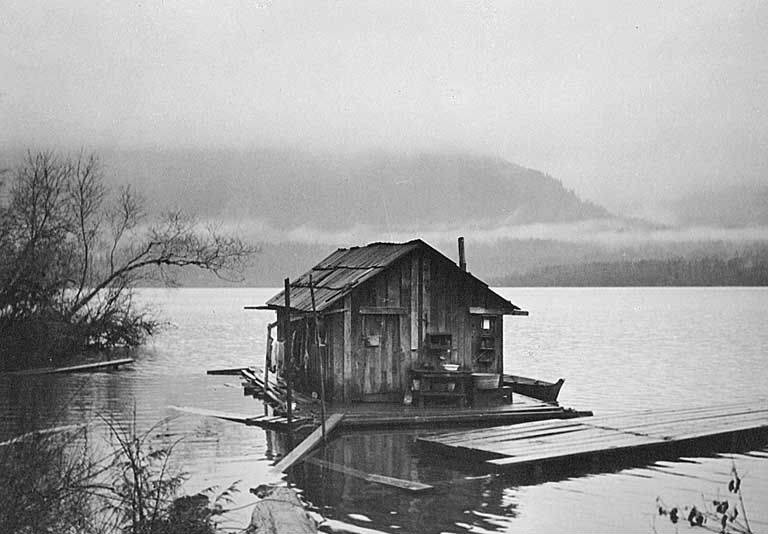
Kjo Koike: Called a Home

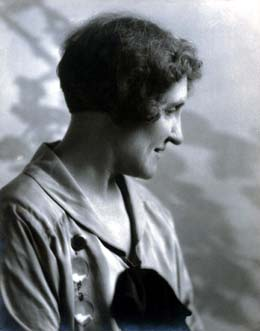
Wayne Albee: Ella McBride, asi 1921

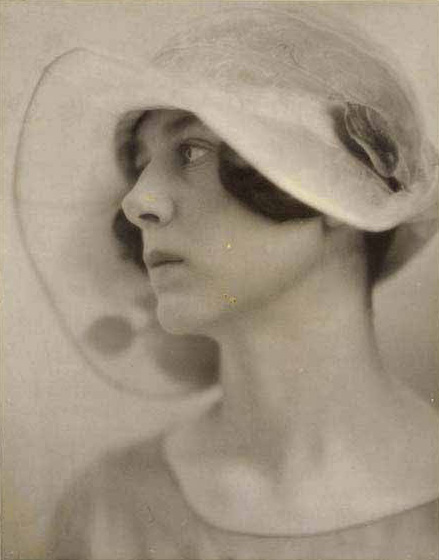
Frank Kunišige: Betti, portrét neznámé ženy

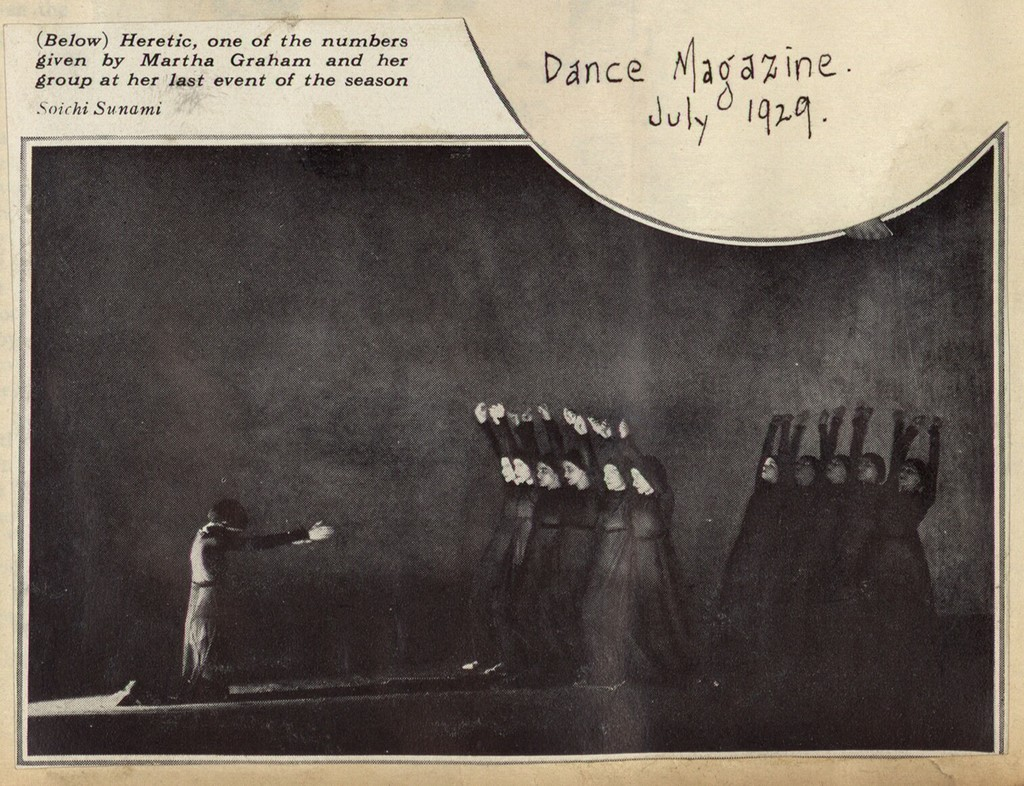
Soiči Sunami: Heretic Marthy Grahamové

Seattle Camera Club (SCC) byla organizace fotografů působících v Seattlu ve Washingtonu během dvacátých let 20. století. Klub byl založen v roce 1924 japonskými přistěhovalci a prosperoval dalších pět let. SCC byl jediným japonsko-americkým fotografickým klubem, mezi nimiž byli členové bílé pleti i ženy fotografky. Díky své inkluzivitě patřili členové spolku v té době mezi nejvystavovanější fotografy na světě.

## Historie
Zpočátku bylo 39 charterových členů klubu všichni Japonci. Na rozdíl od jiných významných klubů japonských fotografů se na začátku rozhodli přijímat ženy i žadatele bílé pleti. Hnací silou formace klubu byl Dr. Kjo Koike, který byl uznávaným lékařem v Seattlu v komunitě Issei.
Setkávali se každý měsíc na 508½ Main Street poblíž ordinace doktora Koikeho. Na těchto setkáních si členové navzájem kritizovali tisky a diskutovali o aktuálních představách o fotografii. Dr. Koike zaznamenával tyto diskuse ve svém měsíčním bulletinu, stejně jako popisy fotografických výletů, které členové podnikli, jména těch členů, kteří vystavovali a komentáře o fotografii obecně.
Bulletin klubu se jmenoval Notan, což je japonský výraz, který se zhruba překládá jako „světlo a stín“. Jednalo se o vlastnosti, které definovaly primární prvky japonského stylu piktorialismu, které si většina původních členů cenila. Mnoho z jejich fotografií obsahovalo silné osvětlení a rytmické vzory, které zdůrazňovaly uměleckou kvalitu scény.
V roce 1925 klub zahájil provoz vlastního salónu, který původně obsahoval fotografie jeho vlastních členů, ale později se rozšířil do mezinárodního pole fotografů. Uměleckou sílu jejich členství naznačuje skutečnost, že v roce 1926 členové klubu vystavili sbírku 589 tisků na různých výstavách po celém světě. Téhož roku časopis Photo‒Era nabídl trofej pro fotografický klub, jehož členové získali nejvíce ocenění v soutěžích časopisu. Prvním vítězem trofeje se stal Seattle Camera Club.
Klub dosáhl svého vrcholnu počtu členů v roce 1925 s 85 členy, včetně několika fotografů, kteří žili v jiných oblastech země. Mezi členy klubu byly do té doby dvě prominentní ženy z Seattlu, Ella McBride a Virna Haffer. Pouze jedna čtvrtina členů byli tehdy japonští Američané.
Brzy poté se počet členů v klubu začal snižovat, a to především kvůli rostoucím ekonomickým obtížím, které vedly až k velké hospodářské krizi v roce 1929. Mnoho členů zastávalo málo placená místa a se zvýšenými cenami na trhu a nedostatkem pracovních míst si již nemohli dovolit kupovat fotografické filmy nebo jiné fotografické potřeby. Dne 11. října 1929 se v klubu uskutečnilo rozloučení. Zúčastnilo se pouze 7 členů, kteří v té době formálně klub rozpustili.
Někteří z dobře situovaných členů, jako Koike a Macušita, pokračovali v tvorbě fotografií a vystavovali je, kdykoli mohli. Celé jejich úsilí skončilo japonským útokem na Pearl Harbor v prosinci 1941. Brzy poté byla téměř celá japonská americká komunita v Seattlu transportována do japonských amerických internačních táborů v Idahu nebo Montaně.

## Částečný seznam členů
- Wayne Albee (1882–1937) považován za čestného člena s poradní funkcí.
- Virna Hafferová (1899–1974) fotografka, grafička, malířka, hudebnice a publikovaná autorka.[10]
- Kjo Koike (1878–1947) zakladatel klubu a úspěšný lékař, který měl v japonské komunitě v Seattlu prosperující praxi. Uhradil mnoho výdajů na založení klubu a byl redaktorem klubového zpravodaje Notan. Všechny své fotografie a rozsáhlé záznamy o klubu odkázal svému kolegovi Iwaovi Macušitovi.[11]
- Frank Kunišige (1878–1960) zakládající člen SCC a jeden z mála členů klubu, kteří absolvovali formální fotografické studium. V roce 1911 navštěvoval fotografickou školu v Illinois a poté, co se přestěhoval do Seattlu, pracoval v temných komnatách Edwarda Curtise a Elly McBrideové.[12] Díky svému vzdělání a zkušenostem byl jedním z technických odborníků klubu. Vyvinul a prodával svůj vlastní fotografický papír Textura Tissue, který si oblíbili členové klubu, protože zdůrazňoval měkké vlastnosti, kterých si cenili piktorialističtí fotografové.[13]
- Kusutora Macuki (1879–?) upřednostňoval malé fotoaparáty, pořídil snímky, které se objevily v Notanu, Photo-Era a The New York Times.[14][15]
- Iwao Macušita (1892–1979) pomohl zachovat dědictví Seattle Camera Clubu prostřednictvím přátelství s vedoucím zvláštních sbírek knihoven University of Washington Robertem Monroem. Monroe získal od Macušity fotografie, archivy a 8 mm filmy, které jsou ke zhlédnutí ve sbírkách Henry Art Gallery.[11][15]
- Ella E. McBride (1862–1965) umělecká fotografka – průkopnice, byla obchodní partnerkou Albeeho a první mentorkou Kunišigeho a Sunamiho. Ačkoli dříve intenzivně pracovala ve fotografickém podnikání v oblasti fotografie, v době, kdy vstoupila do klubu jako praktická umělkyně, jí už bylo něco přes padesát. Dožila se více než 100 let a v pozdním životě si užívala dlouhou a úspěšnou uměleckou kariéru.
- Jukio Morinaga (1888–1968) jeden z nejtragičtějších příběhů SCC, byl během války rozhořčen svou internací, po propuštění odmítl platit daně a nakonec ve věku 80 let zemřel hladem.[11]
- Riiči Morita (1891–1975) šestý nejvystavovanější člen klubu na počátku své umělecké kariéry, Morita byl také básník, který později v životě spolu se svou ženou vydali knihu básní.[14][16]
- Hideo Onishi (1890 – asi 1934) byl zaměstnán jako kuchař v restauraci a byl plodným a velmi úspěšným fotografem. V roce 1926 byl vyhlášen nejlepším vystavovatelem klubu a ve stejném roce se více než 1 000 lidí zúčastnilo výstavy jeho fotografií v japonském obchodním klubu v Seattlu. Na této výstavě prodal 233 kopií svých výtisků a zisk poskytl SCC.[14]
- Sóiči Sunami (1885–1971) vystudoval fotografii v Seattlu, když pracoval jako asistent ve studiu Elly McBride. V roce 1922 se přestěhoval do New Yorku studovat na Art Students League, kde fotografoval studenty tance a umělce. Rovněž pokračoval ve vystavování svých fotografií na SCC a byl jedním z nejaktivnějších členů klubu, kteří nebyli rezidenty. Později se stal jedním z hlavních fotografů Muzea moderního umění, kde pracoval 38 let.